# Princess Too
M/Y Princess Too, tidigare namn Excellence II, D'Natalin II och Princess K, är en superyacht som är tillverkad av Feadship i Nederländerna. Den levererades 1999 till Herb Chambers, en amerikansk affärsman. Den har sedan bytt ägare tre gånger. Princess Too designades exteriört av De Voogt och interiört av den australiska designern Sam Sorgiovanni. Superyachten är 47,55 meter lång och har kapacitet att ha tolv passagerare fördelat på sex hytter. Den har också plats för 17 besättningsmän.